# Bill C-32

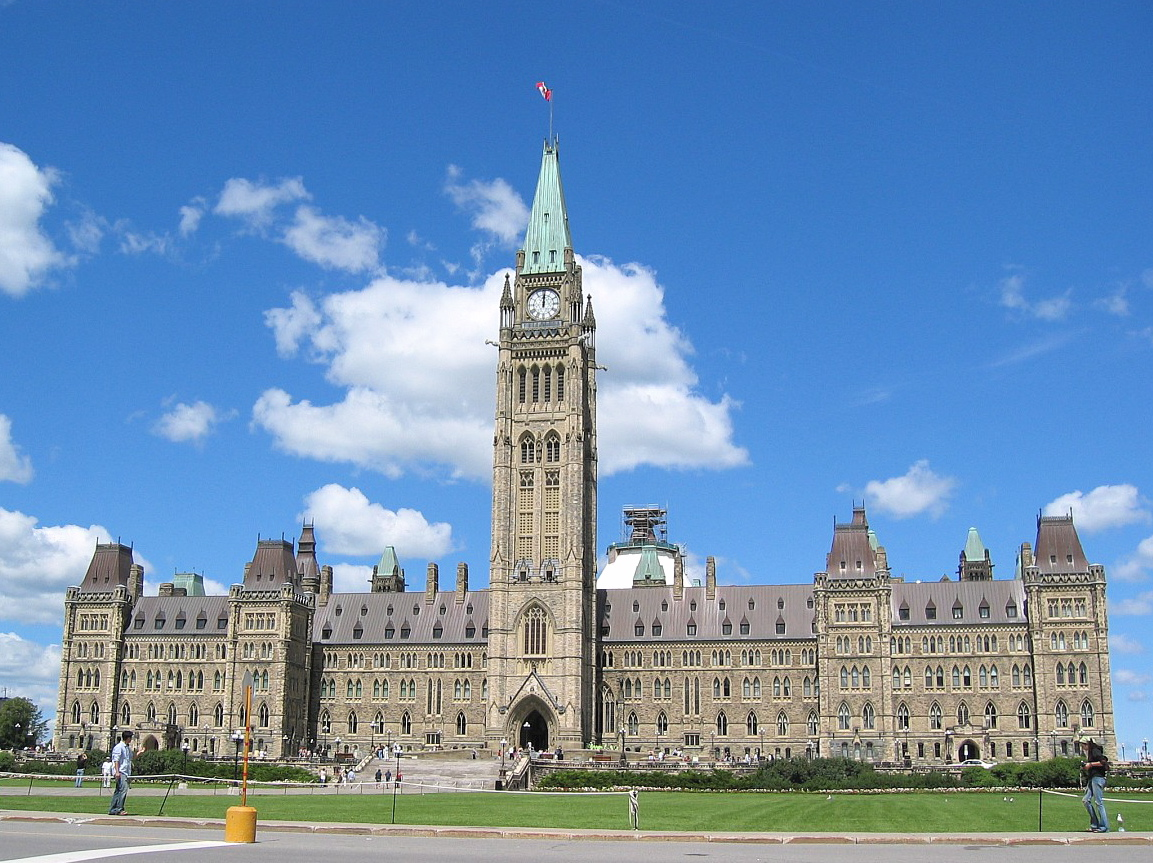
Здание канадского парламента

Билль с-32 — закон О внесении поправок в закон Об авторском праве в Канаде. Законопроект внесен 2 июня 2010 года в ходе третьей сессии 40-го канадского парламента министром промышленности Тони Клементом и министром канадского наследия Джеймсом Муром. Этот законопроект представляют как преемственный предложенному в 2008 году законопроекту Билль С-61. принятие законопроекта сильно затягивалось. В марте 2011 года 40-й канадский парламент был распущен и все законопроекты, которые не прошли в этом парламенте (включая Билль C-32) автоматически становились нерабочими.
В представленном парламенту законопроекте Bill C-32 было много ограничений и дополнений. Законопроект подвергся жесткой критике, особенно по поводу цифровых замков. Профессор права Майкл Гейст отметил, что законопроект был внесен с помощью « Джеймса Мура, который был убежденным сторонником закона Об авторском праве цифрового тысячелетия». После того, как Билль С-32 был представлен парламенту, Джеймс Мур ответил на критику, назвав хулителей законопроекта «радикальными экстремистами». Утечка в США дипломатических телеграмм, когда на веб-сайте WikiLeaks и в нескольких крупных американских газетах были обнародованы конфиденциальные документы, которые подробно освещали взаимодействие Государственного департамента Соединённых Штатов с его посольствами по всему миру, показала на непрекращающееся давление со стороны официальных лиц Канады, желающих принять более строгие законы об авторском праве.
Законопроект был возрожден в следующем парламенте как Bill C-11 29 сентября 2011 года.

## Содержание
Законопроект Bill C-32 вводил уголовную ответственность за деяние, обход или доведение до всеобщего сведения возможности обойти технические средства защиты авторских прав, программное обеспечение с помощью цифровых замков. Эти ограничения были охарактеризованы как «хуже, чем в США» Явные упоминания о «видеокассетах» в законопроекте С-61 были заменены на нейтральные технические термины, копирование обремененных записями носителей, таких как DVD-диски по-прежнему было запрещено в законопроекте Билль с-32. Законопроект был также истолкован, как запрещающий для пользователей бесплатных DVD игр. Законопроект криминализировал «сайты, предназначенные для поощрения пиратства и нарушений авторских прав». При описании основного принципа законопроекта, Майкл Гайст сказал, что « цифровая блокировка может использоваться везде — будь то книги, фильмы, музыка или электронные устройства и это является замком для всех других прав.»
Законопроект Билль С-32 предлагал обязательный пересмотр авторского права каждые пять лет. Два положения, которые он представил, не были отмечены в предыдущем Канадском законодательстве. Это допущение разблокировок сотовых телефонов и «Ютуб исключение», разрешение включать в сборники авторские произведения, пока они не имели цифровых замков. Согласно законопроекту, материалы для библиотек в электронном виде потребовалось бы уничтожать в течение пяти дней. Онлайн материалы для школ на цифровых носителях предлагалось делать недоступными через тридцать дней после окончания курса обучения. Художники и фотографы получали бы больший контроль над репродукциями своих работ.
Законопроект C-32 касался также требований к Интернет-провайдерам посылать нарушителям «уведомления и извещения». Нарушителям авторских прав передавались бы обвинения и информация об их адресах должна была хранится в течение определенного периода времени. В законопроекте предлагалось ограничить максимальные штрафы до $5000 в случае некоммерческого нарушения, по сравнению с предыдущими штрафами по решению суда в размере $20,000 и предлагалось не проводить различия между коммерческим и некоммерческим использованием авторского произведения.

## Реакция
Многие канадцы подвергли этот законопроект критике за попытки следовать американскому закону Об авторском праве, в том числе Майкл Гайст, который назвал его «ущербным но поправимым». Поскольку многие права, предоставленные Билль C-32 были сведены на нет цифровой блокировкой защиты, упомянутый законопроект назвали как Странная история доктора Джекила и мистера Хайда". Художники попросили провести дополнительные консультации по законопроекту, заявив, что он ущемляет права частных граждан передавать работы на другой носитель и что запрет на обход корпоративного программного обеспечения, предназначенного для блокировки пользователей затрудняет их творчество. После интервьюирования нескольких адвокатов по защите авторских прав относительно законопроекта Билль с-32 был сделан вывод, что «в конечном счете, большинство юристов предполагают, что категория добросовестности в отношениях определений и исключений должна быть расширена и потребители должны иметь право на вскрытие цифровых замков для личного пользования.»
Среди групп населения, которые выступили против Билля C-32 были канадские потребители и организации Канады.
Общество защиты прав композиторов, авторов и музыкальных издателей Канады (SOCAN) раскритиковало законопроект Билль с-32 в том, что он не достаточно дает достаточно возможностей для защиты прав художников. Квебекская Ассоциация юристов выступила против законопроекта на том основании, что он создаст ненужный большой объем судебных разбирательств. В Калгари прошла акция протеста 27 июня 2010 года. Некоторые общественные группы, такие как канадская библиотечная Ассоциация и бизнес-коалиции за сбалансированное Авторское право в целом поддерживали законопроект, но очертили проблему с обходом законности прав произведений для личного использования.
Министр наследия Джеймс Мур обратил особое внимание на критику законопроекта. 22 июня 2010 года он предупреждал участников конференции о «радикальных экстремистах», которые «выступают против реформы авторского права» и предположил, что они столкнутся в социальных сетях. Речь была первоначально написана, чтобы признать, что законопроект c-61 является слишком ограничительным относительно цифровых блокировок.